# Jürgen Heinsch
Jürgen Heinsch (n. 4 iulie 1940, Lübeck, Germania – d. 14 iulie 2022) a fost un fotbalist ce a reprezentat Republica Democrată Germană, medaliat olimpic. A participat la o ediție a Jocurilor Olimpice (1964) în care a câștigat o medalie de bronz.

## Participări
Lista de mai jos prezintă principalele competiții la care a participat Jürgen Heinsch de-a lungul carierei.
- football at the 1964 Summer Olympics[*]